# Palacio de Peterhof
El palacio de Peterhof (También llamado palacio de Pedro el grande) es un conjunto del palacio y del parque que se encuentra en la orilla meridional del Golfo de Finlandia, a unos 29 km de San Petersburgo. Está situado en el territorio de la ciudad de Peterhof (llamada antiguamente Petrodvoréts). El conjunto de palacio y parque de la ciudad de Petrodvoréts y su centro histórico forma parte, con el código 540-017, del lugar Patrimonio de la Humanidad llamado «Centro histórico de San Petersburgo y conjuntos monumentales anexos». El centro del conjunto lo constituye el Palacio Grande, que está construido en la terraza marítima y es de estilo barroco. Destacan sus parques y fuentes. Hasta la Revolución de Octubre de 1917, Peterhof fue residencia de los zares. En 1918 se transformó en museo.

## Antecedentes
La conclusión de la Gran Guerra del Norte conllevó el Tratado de Nystad en 1721, en el que el Imperio Sueco cede parte de su territorio en el mar Báltico al Zarato de Rusia. Pedro el Grande ya había comenzado la construcción de su nueva capital San Petersburgo en 1703 tras conquistar con éxito provincias suecas en la costa oriental. Esta localización permitió un acceso ruso al mar Báltico a través del río Neva hasta el golfo de Finlandia. La isla de Kotlin y su fortaleza Kronstadt al noreste de San Petersburgo conllevó una gran puerta y puerto comercial debido a la poca profundidad que existe cercana a la ciudad.
Durante el siglo XVIII, Pedro I construyó y amplió el palacio de Peterhof como parte de su plan de occidentalización y modernización de Rusia.

### Palacio Monplaisir(1714–1723)
En 1714, Pedro comenzó la construcción del palacio Monplaisir (en francés: "mi deleite") basado en sus propios bocetos. No solo diseñó el exterior y el interior del palacio, sino también elementos decorativos. Basado en un estilo holandés, fue la residencia estival de Pedro (no debe confundirse con su palacio de verano) que usaría cada vez que realizaba viajes a Europa a través del puerto de Kronstadt. Pedro colgó de las paredes de su palacio pinturas que trajo de Europa. En el palacio, situado en una esquina que mira al mar, Pedro creó su Estudio Marítimo, desde el que podía observarse la isla de Kronstadt a occidente y San Petersburgo a oriente. Posteriormente, amplió el recinto para incluir un inmenso recinto palaciego y de jardines tierra adentro, siguiendo el modelo del palacio de Versalles que se convertiría en el palacio de Peterhof. El primer diseño fue realizado por el arquitecto francés Jean-Baptiste Le Blond.

## Historia

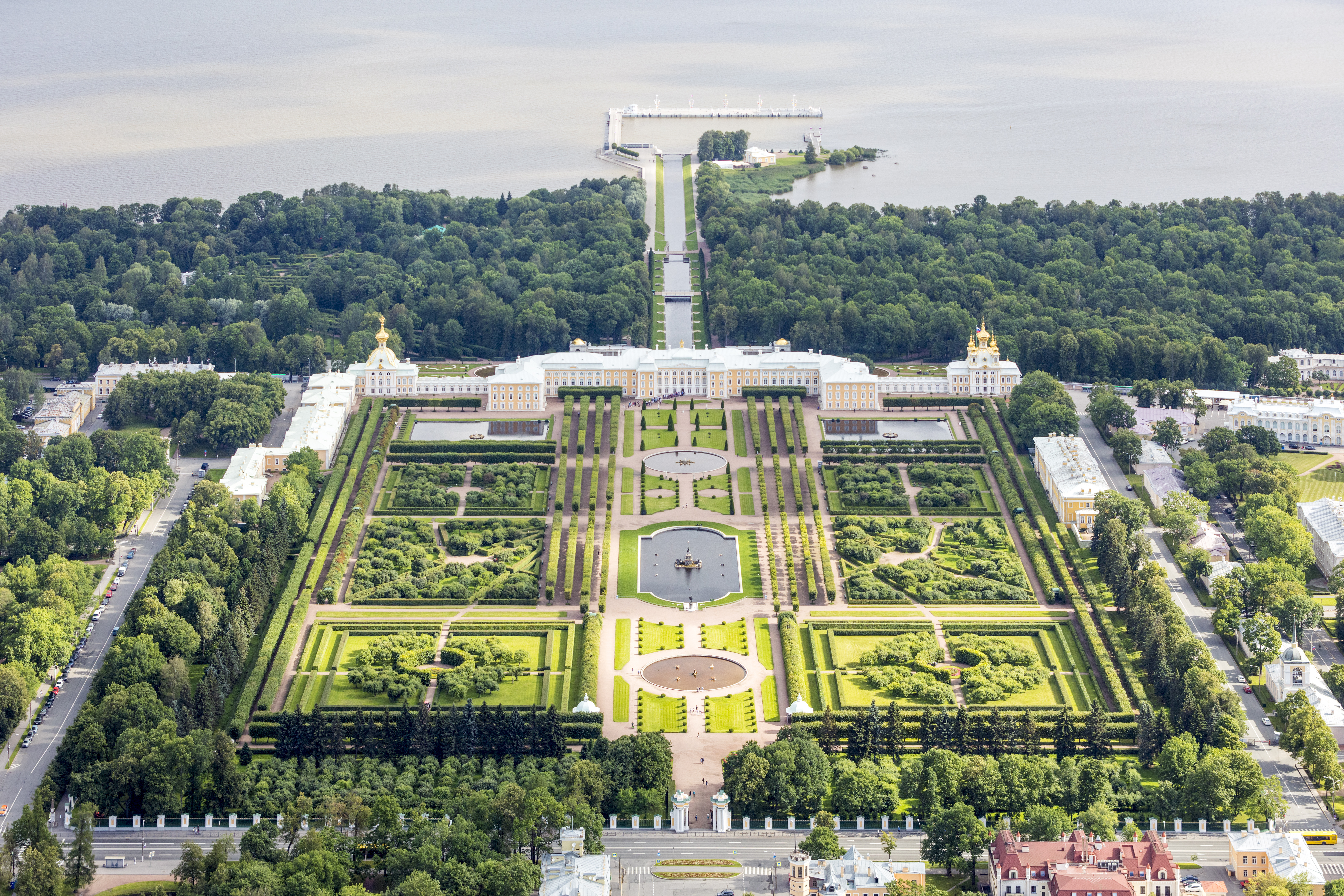
Vista aérea del complejo palaciego.

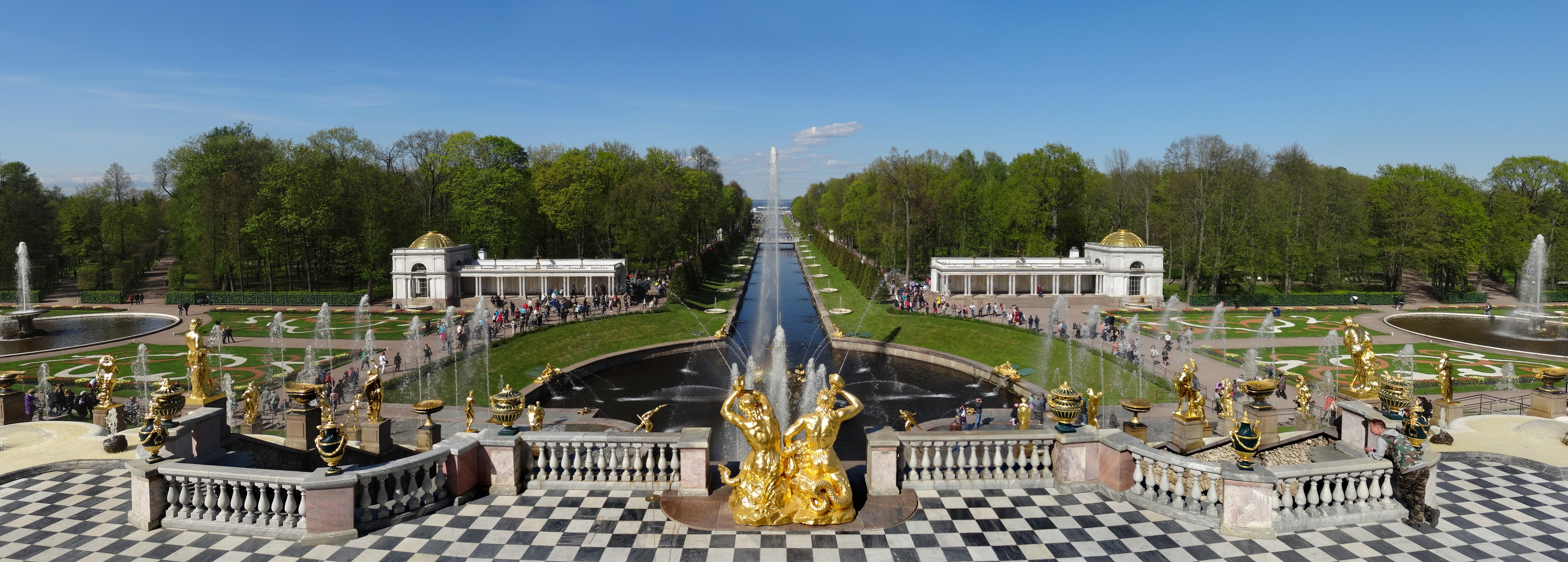
La fuente de Sansón y el Canal del mar.

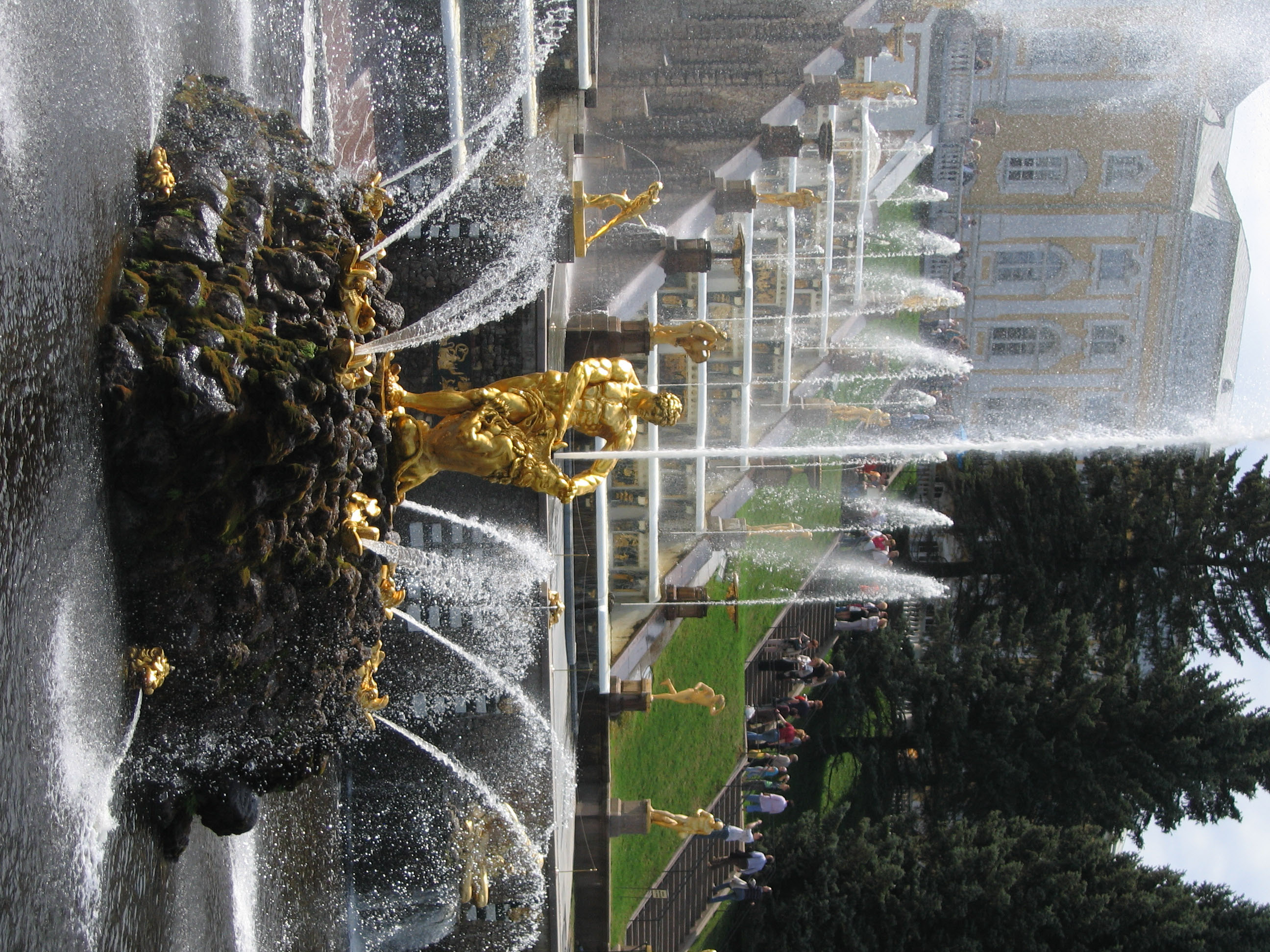
Sansón y el león, por Mijaíl Kozlovsky.

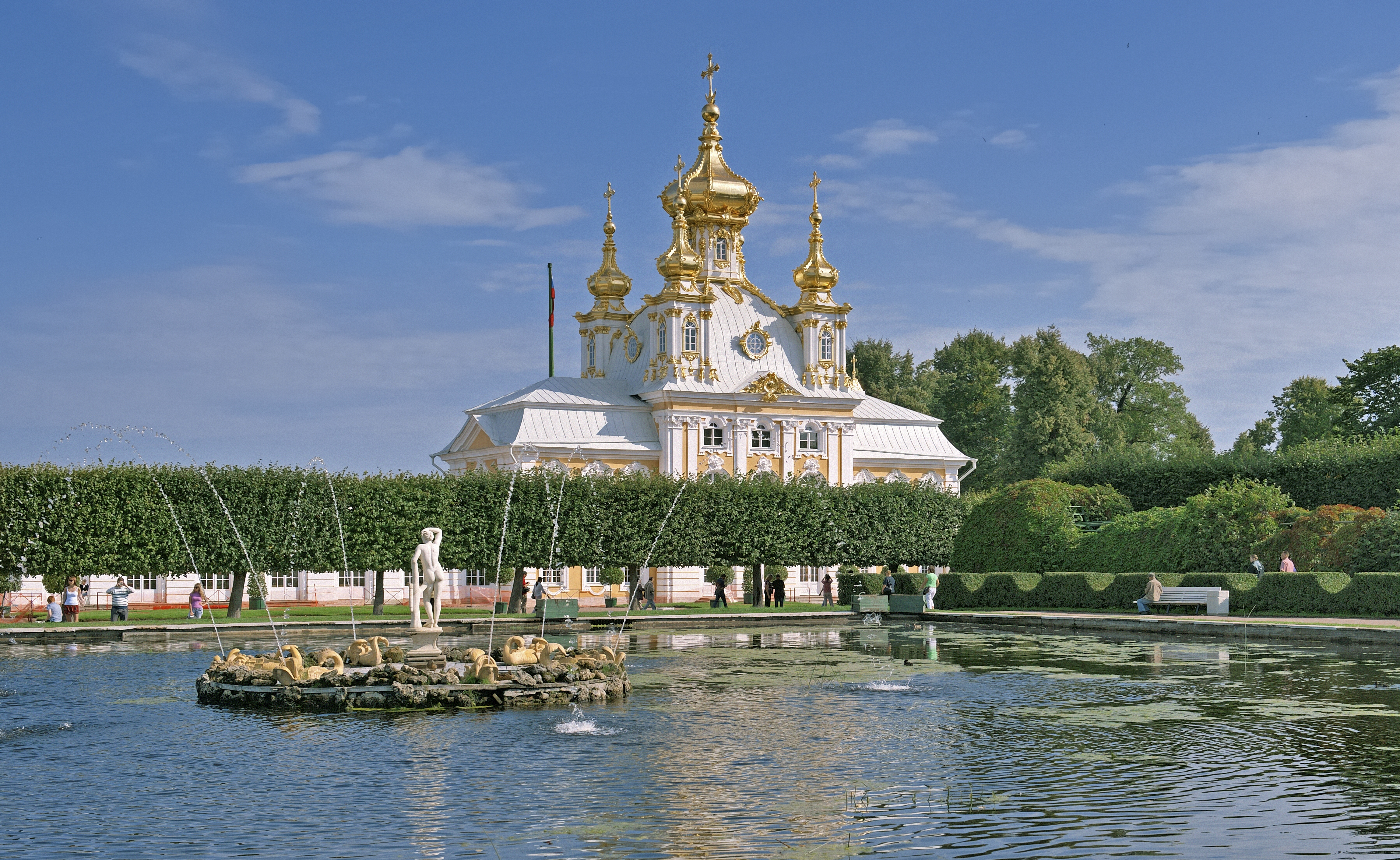
Capilla del Gran Palacio.

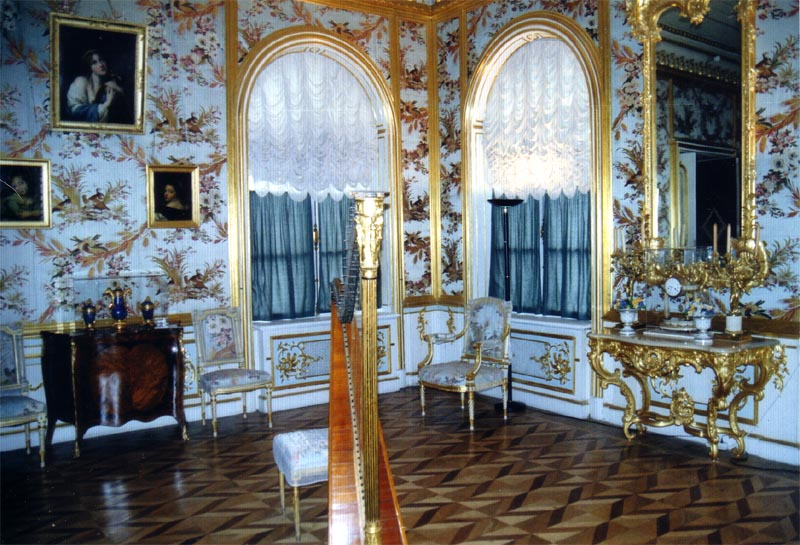
Interior en estilo francés.

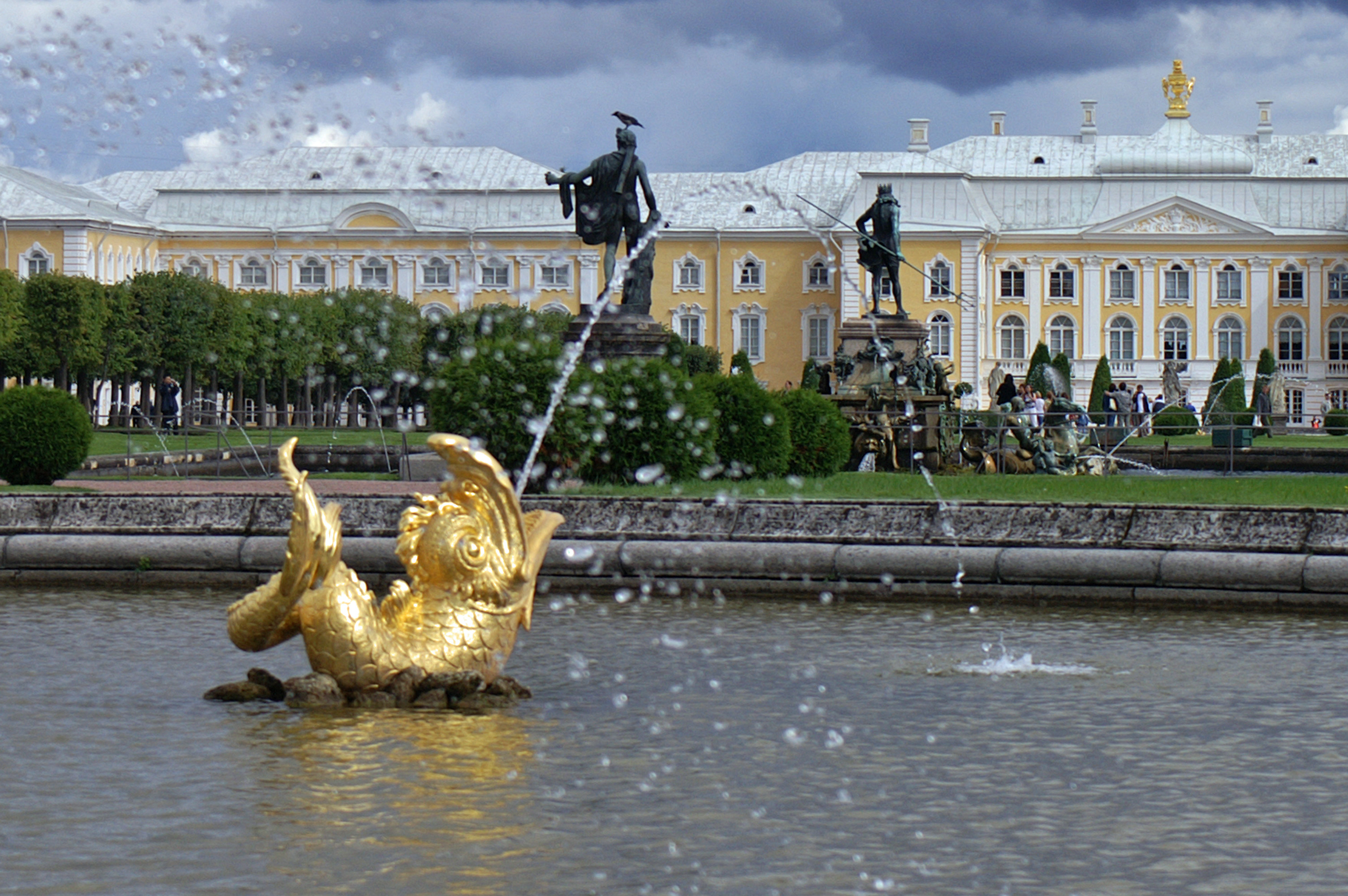
Los Jardines Superiores de Peterhof.

A principios del siglo XVIII, el palacio original de Peterhof difería bastante de su aspecto actual. Muchas de las fuentes aún no habían sido instaladas y el parque Alejandra y el parque Superior no existían. En su lugar existían huertos de verduras y sus respectivas albercas. La fuente de Sansón y su gran pedestal tampoco estaban instalados en el canal y este último se utilizaba como gran entrada marítima hacia el complejo palaciego.
Quizás el cambio más representativo en el diseño de Pedro I fue la concepción del Gran Palacio como pieza central y prominente. Originalmente se le llamó palacio Superior y era algo más grande que el resto de estructuras del complejo. No obstante, con el añadido de las alas, realizadas entre 1745 y 1755 por el arquitecto italiano Bartolomeo Rastrelli y financiadas por Isabel de Rusia. Asimismo, la Gran Cascada se decoró en abundancia comparada con el aspecto original. Hasta bien entrado el siglo XIX se fueron ampliendo las fuentes originales y añadiendo otras nuevas.

### Ocupación nazi(1941-1944)
Peterhof, como Tsárskoye Seló, fue capturado por las tropas nazis en 1941, quienes la mantuvieron hasta 1944. Únicamente transcurrieron unos pocos meses entre la invasión alemana de la Unión Soviética y la aparición del Ejército alemán, por lo que los empleados apenas pudieron salvar una parte de los tesoros del palacio y las fuentes. Hubo un intento de desmantelar y enterrar las esculturas de las fuentes, pero la mayoría se mantuvieron en el sitio.
El 23 de septiembre de 1941 las tropas alemanas capturaron Peterhof. Dos semanas después, las tropas soviéticas intentaron reconquistar la población y bloquearon las carreteras con un desembarco naval. 510 marines de la Flota del Báltico desembarcaron en el parque de Alejandra, pero se encontraron con armas de gran potencia alemanas. El comandante de la operación fue asesinado y las tropas que desembarcaron se desorganizaron; una de las embarcaciones se hundió y otra desapareció. A pesar de los intentos soviéticos para cubrir a las fuerzas armadas hasta Kronstadt, fueron rápidamente suspendidos debido a que no tenían enlace con las tropas y por la intensa artillera alemana (solo un marine pudo ser rescatado en el agua). La operación de desembarco en Peterhof supuso un fracaso y las tropas fueron rodeadas, algunos incluso llegaron hasta los jardines inferiores hasta el amargo final. Los últimos focos se resistencia aguantaron hasta el 7 de octubre, cuando los alemanas liberaron a perros en los jardines para encontrar a los marines escondidos. En 1980 se levantó un monumento conmemorativo cerca del embarcadero de los jardines inferiores.

### Reinauguración(1945-actualidad)
Las fuerzas del Ejército alemán destruyeron Peterhof de manera muy importante Muchas de las fuentes desaparecieron e hicieron explotar parte del palacio, dejándolo pastos de las llamas. Las obras de restauración se llevaron a cabo justo al final de la Segunda Guerra Mundial y continúan actualmente. El Parque Inferior fue reabierto al público en 1945. Desde 1946 las fuentes se están reconstruyendo de memoria, como la fuente «Sansón», que fue robada por las tropas alemanas. En el año 1952 se empezó a reconstruir el Palacio Grande. En 1964 quedaron abiertas al público las salas del museo. El nombre se modificó a "Petrodvorets" (Palacio de Pedro) en 1944 debido al sentimiento antigermánico en la posguerra; aunque el gobierno postsoviético ruso reinstauró el nombre original en 1997. En 2003, San Petersburgo celebró su 300 aniversario y se restauraron muchas estancias y esculturas.
Peterhof se construyó como una celebración de Rusia tras conseguir una salida al mar Báltico, en un momento en el que Pedro el Grande se expandía también hacia el litoral del mar Negro. Por lo tanto, Peterhof conmemora la expansión imperial y posterior modernización rusa. En el interior del palacio se pueden observar pinturas de batallas navales del pintor Iván Aivazovsky.

## Elementos del conjunto
Las características dominantes de Peterhof son un acantilado de alrededor de 16 metros de altura situado a menos de 100 metros de la costa. Los llamados Jardines Inferiores (Nizhny Sad), con un tamaño de 1,02 km², ocupan la mayor parte del complejo palaciego y se ubican entre el acantilado y la costa. La mayor parte de las fuentes de Peterhof se ubican aquí, además de pequeñas edificaciones y otras anexas. Al este de los Jardines Inferiores se halla el parque de Alejandra, albergando edificios de estilo neogótico del siglo XIX como la capilla.
En lo más alto del risco, en medio de los Jardines inferiores, se halla el Gran Palacio (Bolshoi Dvorets). Al sur se encuentran los Jardines Superiores (Verhnyy Sad). Más abajo del palacio se encuentra la Gran Cascada (Bolshoi Kaskad) que, junto al palacio, forman la parte central del complejo. A sus pies comienza el Canal del mar (Morskoi Kanal), una de las albercas más extensas del Barroco, que divide los Jardines Inferiores.

### La Gran Cascada y la fuente de Sansón

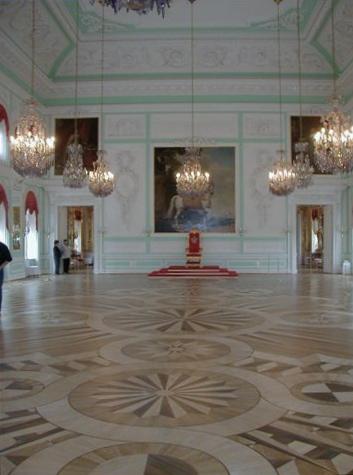
El Salón del Trono.

La Gran Cascada tuvo como modelo la construida por Luis XIV en su castillo de Marly, que también se encuentra conmemorada en una de las dependencias anexas del parque.
En el centro de la cascada se halla una cueva que alberga un modesto museo de la historia de las fuentes. Las fuentes de la Gran Cascada se ubican bajo la cueva y a sus lados. Existen 64 fuentes, cuyas aguas fluyen hacia una alberca semicircular donde acaba el Canal del mar. En la década de 1730, la fuente de Sansón fue ubicada en esta alberca, representando el momento en el que Sansón abre las fauces de un león, una metáfora de la victoria rusa en la Gran guerra del Norte y su doble significado. El león aparece en el escudo de Suecia y una de las grandes victorias de la guerra para Rusia ocurrió durante el Día de Sansón. De la boca del león se dispara un chorro de agua que llega a los 20 metros de altura, la más alta de Peterhof. Esta obra maestra fue realizada por Mijaíl Kozlovsky y fue expoliada por los nazis durante la Segunda Guerra Mundial, por lo que se instaló una réplica en 1947.
Probablemente el mayor logro tecnológico del Palacio de Peterhof es que todas las fuentes funcionan sin el uso de bombas hidráulicas. El agua llega desde manantiales naturales y los estanques de los Jardines Inferiores, incluyendo la Gran Cascada. La fuente de Sansón se provee por un acueducto singular, de más de 4 kilómetros de longitud.

### Los Jardines Inferiores
Los espacios de los Jardines Inferiores fueron diseñados en estilo francés del siglo XVII. Aunque muchos árboles han crecido en abundancia, se han acometido restauraciones en los espacios vegetales para restaurar su aspecto original. Las fuentes muestran una gran creatividad en su diseño, como el caso de la denominada "El Sol", en la que un disco irradia agua creando una imagen de rayos solares y toda la estructura gira sobre su eje vertical, por lo que la dirección del "Sol" está constantemente cambiando.
El mismo risco que permite la existencia de la Gran Cascada también alberga otras dos cascada muy diferentes. Al oeste se encuentra la Montaña Dorada (Золотая Гора), decorada con estatuas de mármol que contrastan con las figuras doradas de la Gran Cascada; mientras que al este encontra la Montaña de Ajedrez (Шахматная Гора), en la que una cascada cae en un tablero blanco y negro similar al del ajedrez. Las fuentes más prominentes son las llamadas de "Adán" y "Eva", que ocupan posiciones simétricas a cada uno de los lados del Canal del mar.

### El Gran Palacio
El más grande de los palacios de Peterhof luce imponente al observarlo desde los Jardines Inferiores o Superiores, aunque en realidad consta de proporciones más modestas y no es muy extenso, albergando un total de treinta salas.
La Sala de Çeşme está decorada con doce enormes pinturas de la Batalla de Çeşme, una batalla naval ocurrida durante la Guerra turco-rusa que acabó con la victoria rusa en 1770. Estas obras fueron realizadas por el artista alemán Jacob Philipp Hackert entre 1771-73. Las primeras valoraciones criticaban el efecto nada realista de los barcos explotando. Catalina II ayudó al artista al explotar una fragata en el puerto de Livorno, Italia, ya que Hackert nunca había visto una batalla naval en primera persona. El pintor alemán tampoco había estudiado las posiciones rusa y turca durante la batalla, por lo que las escenas representadas son bastante fantasiosas, aunque muestran gran dramatismo y destrucción naval.
Las estancias de estilo chino fueron construidas entre 1766-69 para albergar objetos decorativos importados de Oriente. Las paredes se decoraron siguiendo patrones de estilo oriental y realizados por artesanos rusos con pinturas de paisajes chinos. La denominada Sala de las Pinturas se encuentra en el centro del palacio y se encuentra decorada con 368 pinturas, la mayoría representando figuras femeninas, de diferente apariencia y edad, aunque todas corresponden a la misma modelo. Las obras fueron compradas en 1764 a la viuda del artista italiano Pietro Antonio Rotari, quien murió en San Petersburgo.

### Otros edificios
El Gran Palacio no es el único edificio histórico en Peterhof. Los palacios de Monplaisir y Marli, así como el pabellón conocido como el "Hermitage", se erigieron durante la fase inicial de Peterhof durante el reinado de Pedro el Grande. Los Jardines Inferiores también albergan grandes invernaderos, así como en el parque de Alejandra se encuentra el palacio de Nicolás I.

## Galería de imágenes

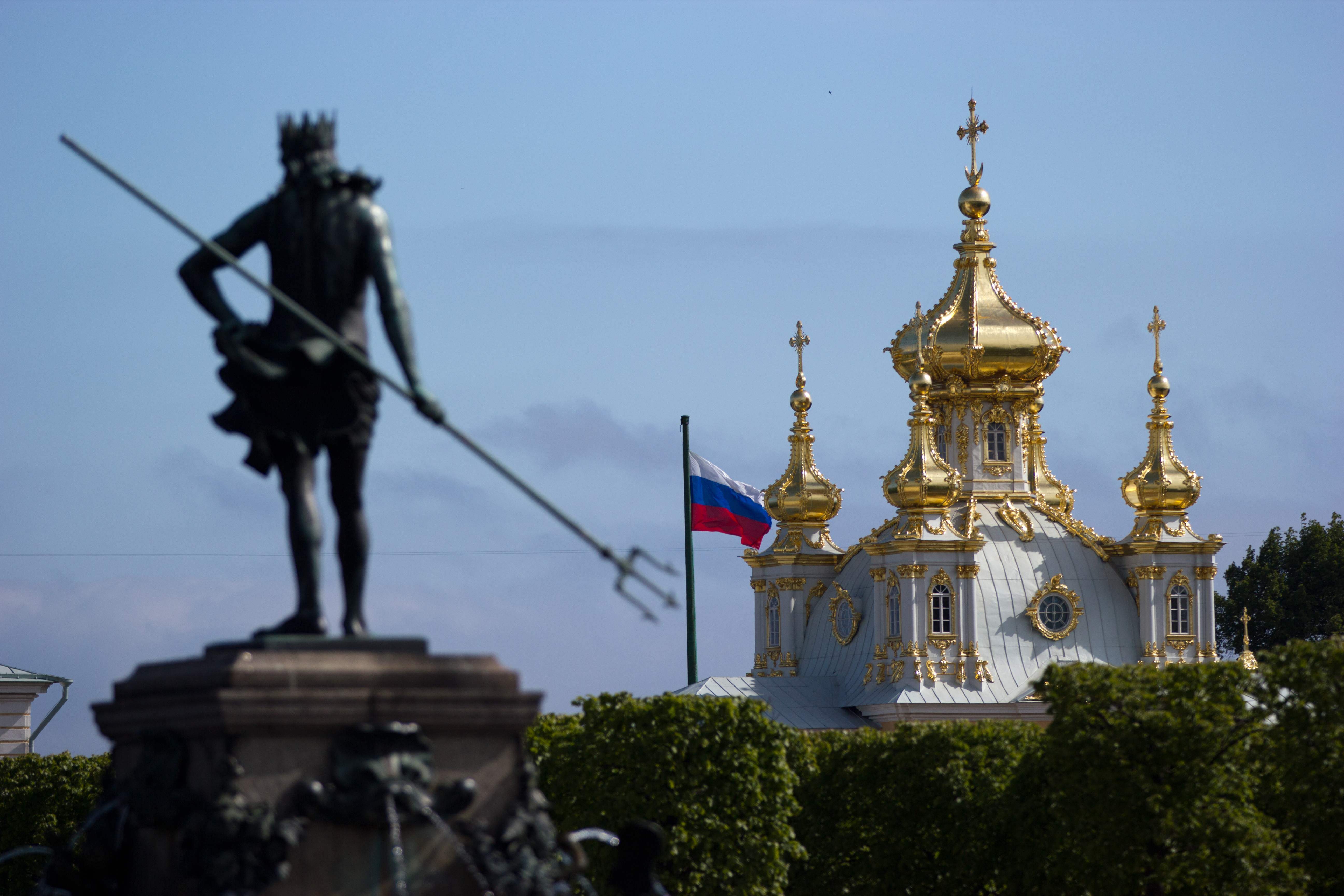
Poseidón y la cúpula de la iglesia del palacio
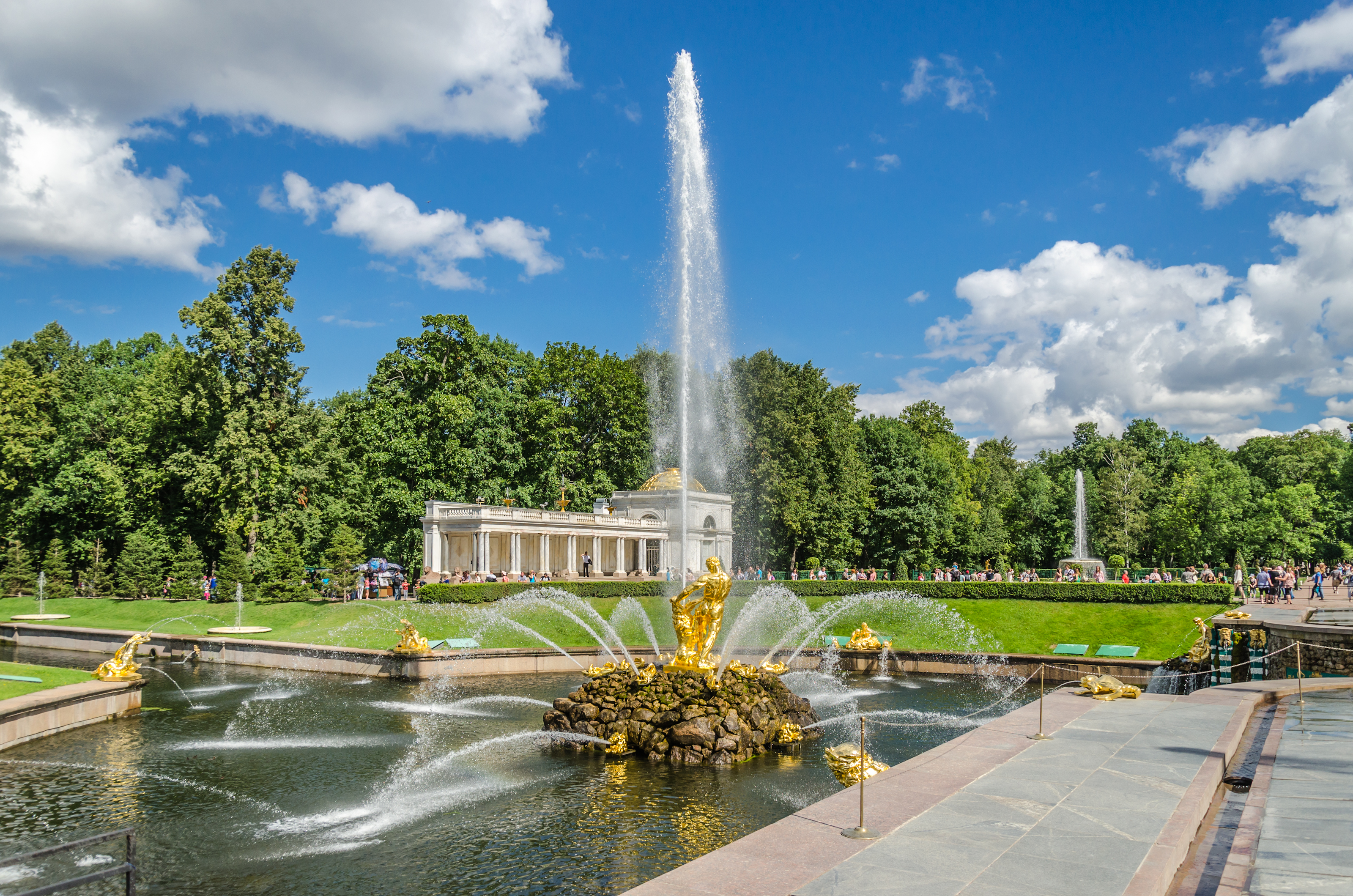
El chorro de agua vertical de 20 metros de altura que sale de la boca del león de la Fuente Sansón
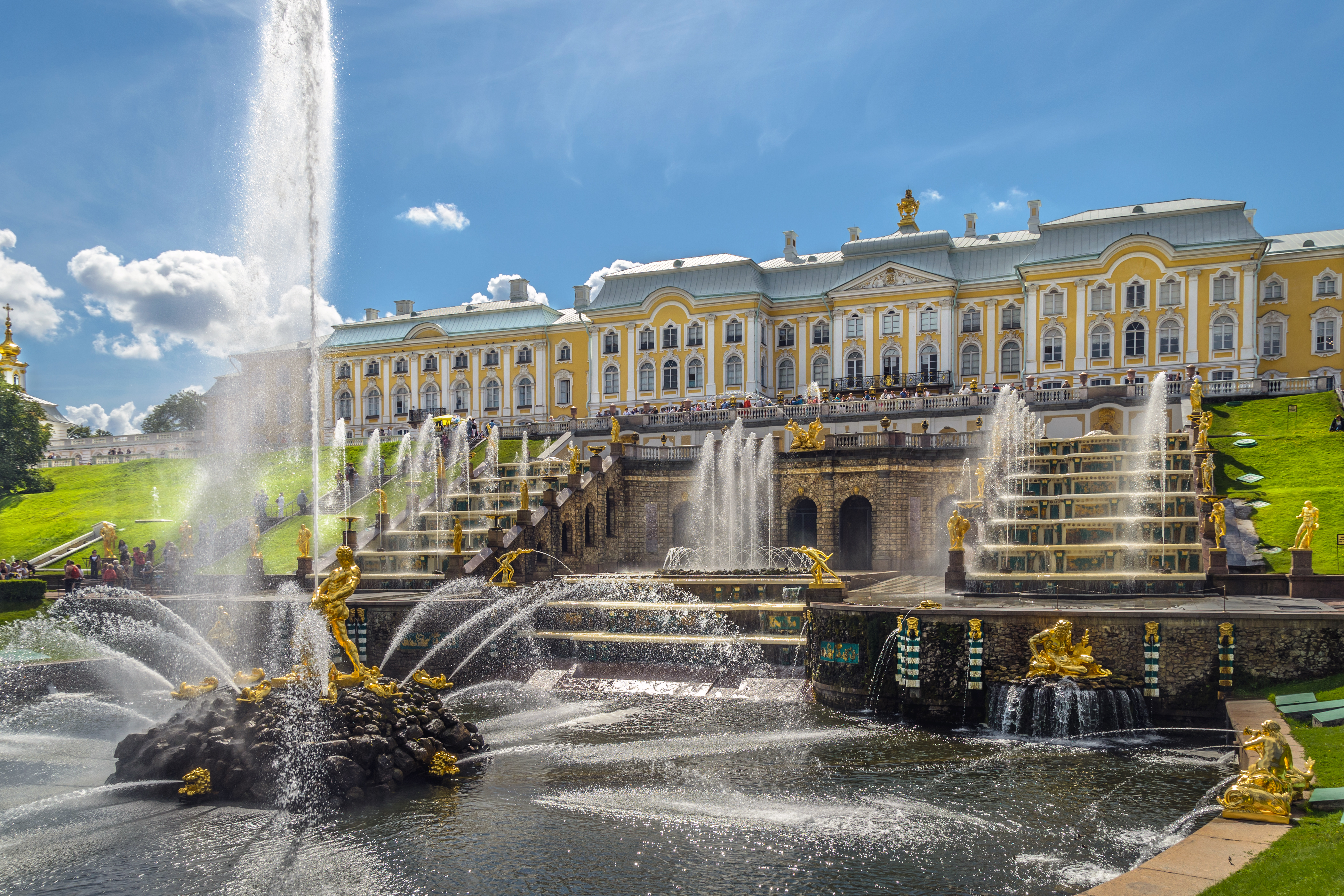
Vista de la Gran Cascada
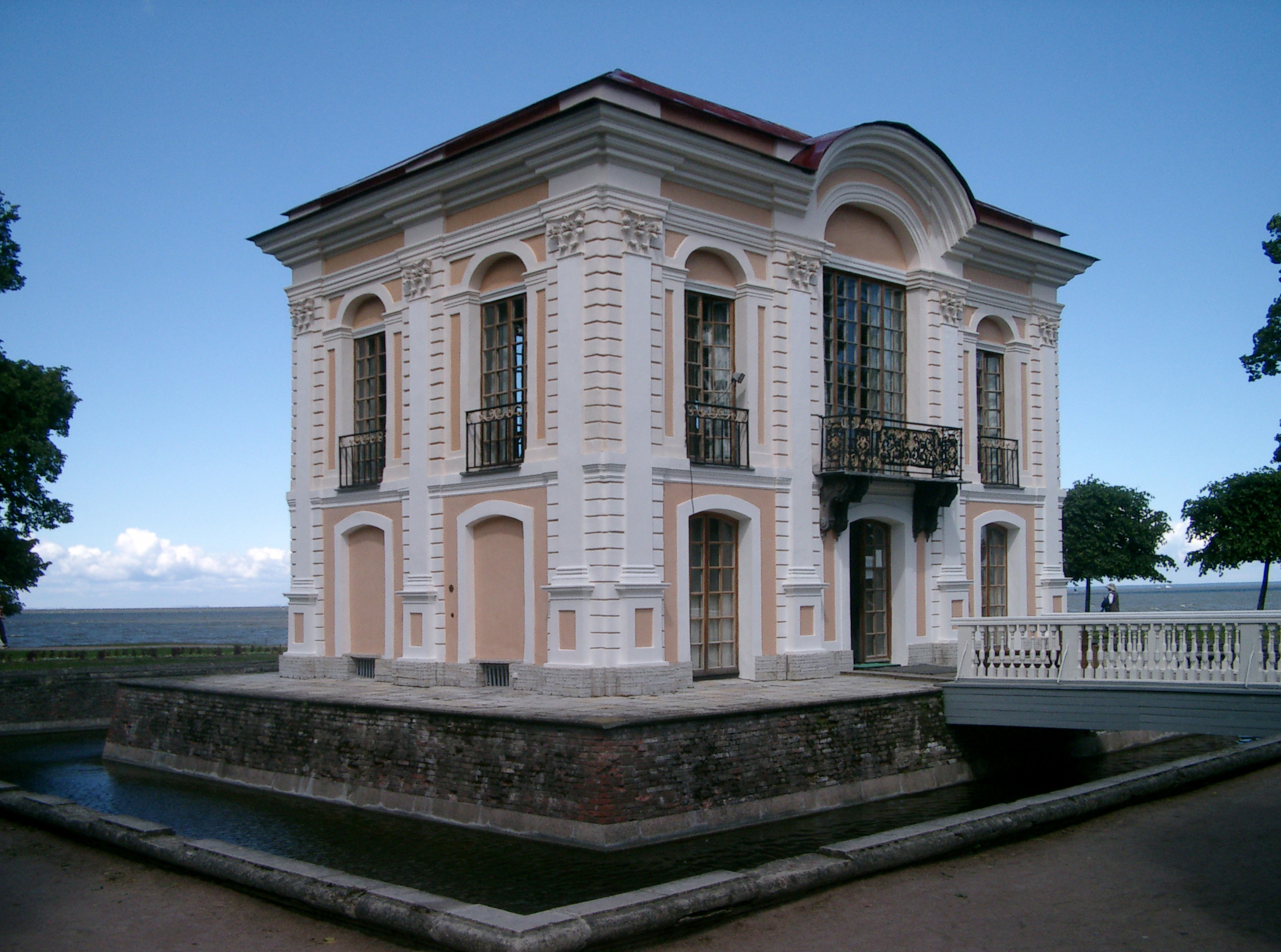
El Pabellón del Hermitage en los Jardines Inferiores
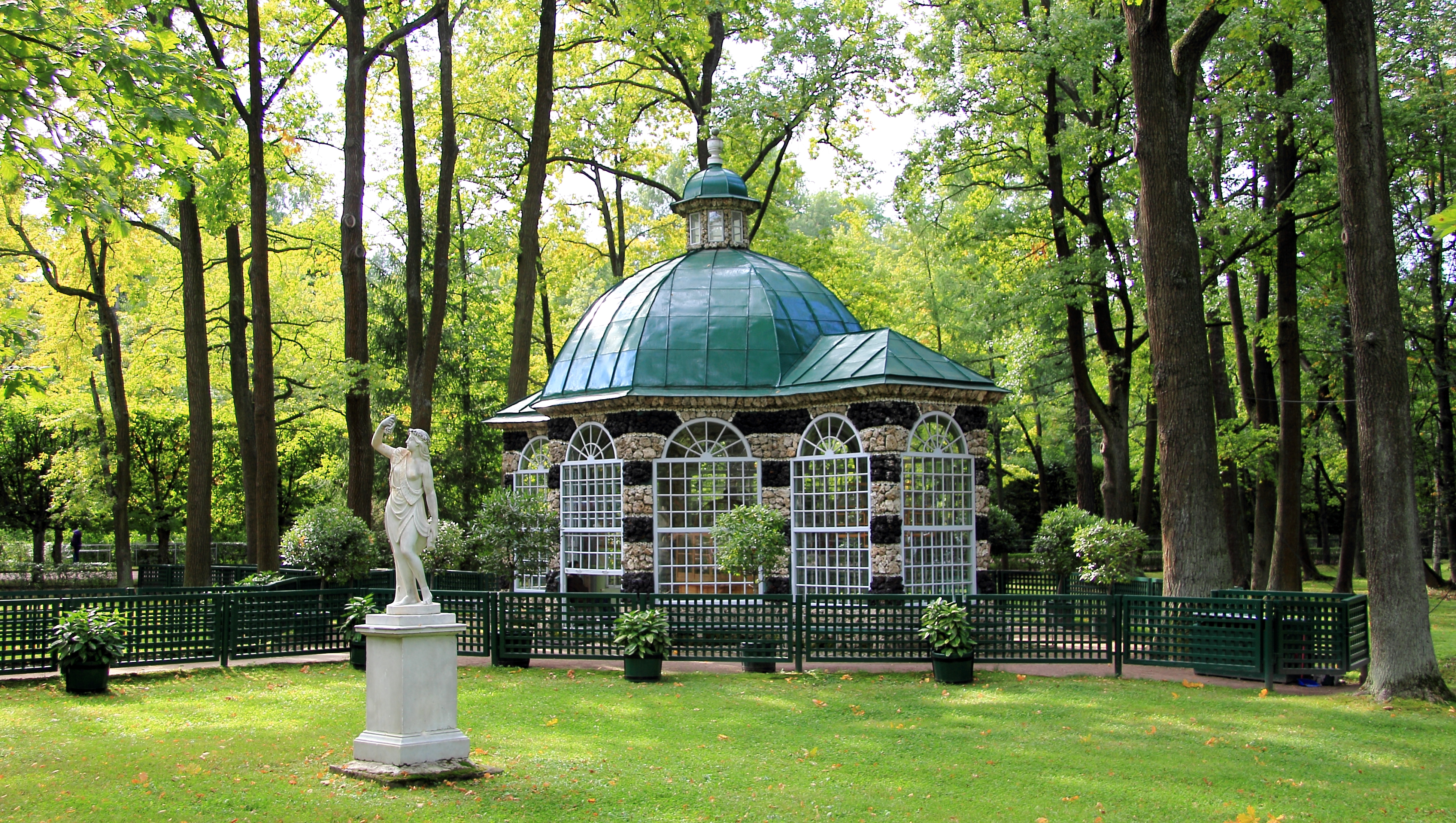
Pabellón Aviario
Pabellón Olgin
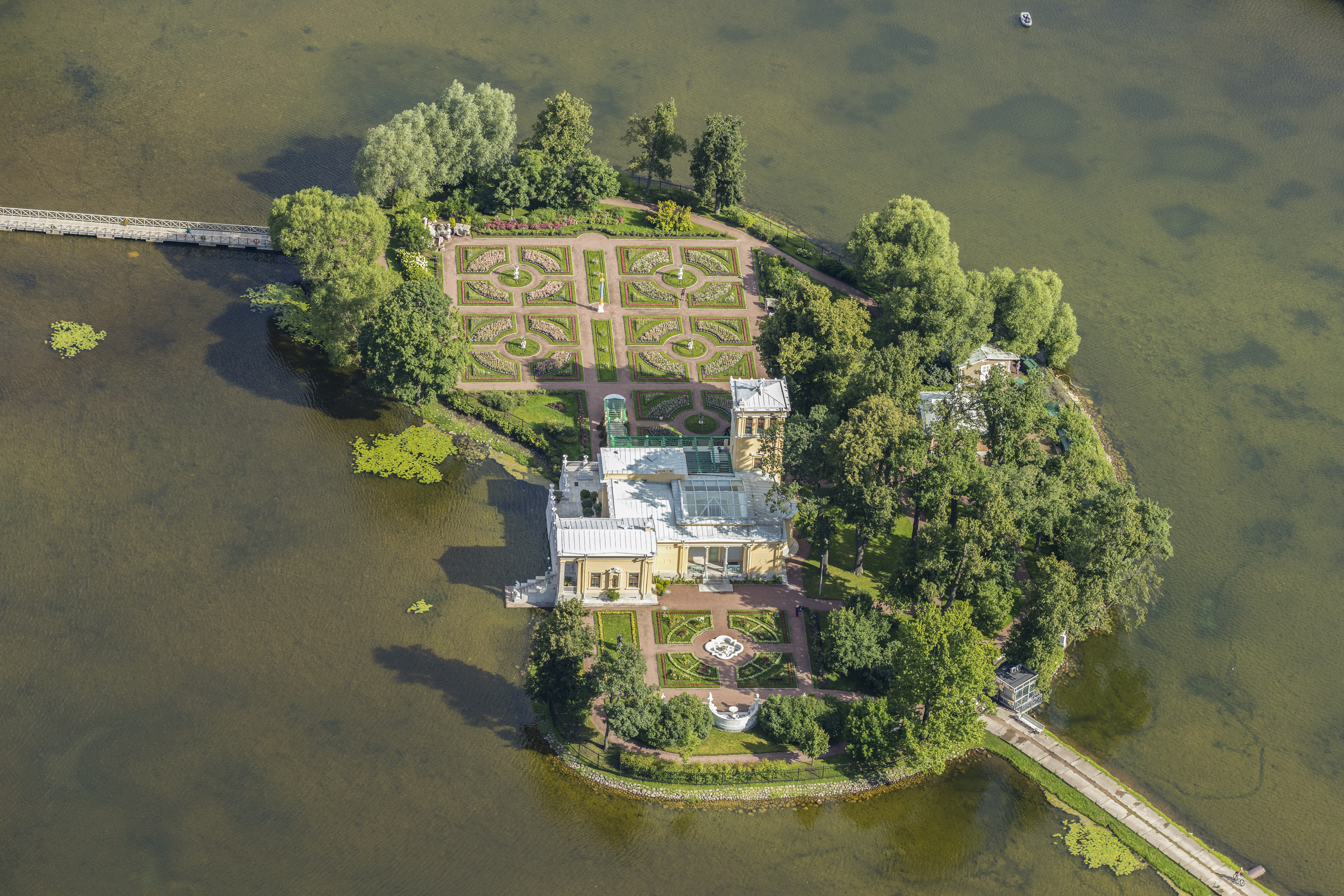
Pabellón de la Zarina